# Échangeur de Caudan
 (juin 2025).
Motif : Pas de sources. Voir Discussion:Échangeur de Shimukappu/Admissibilité.
- Archive Wikiwix
- Bing
- Cairn
- DuckDuckGo
- E. Universalis
- Gallica
- Google
- G. Books
- G. News
- G. Scholar
- Persée
- Qwant
- (zh) Baidu
- (ru) Yandex
- (wd) trouver des œuvres sur Wikidata

| 1. | Préciser le motif de la pose du bandeau. | Précisez le motif de la pose du bandeau en utilisant la syntaxe suivante : {{admissibilité à vérifier\|date=juin 2025\|motif=remplacez ce texte par le motif}}                           |
| 2. | Informer les utilisateurs concernés.     | Pensez à avertir le créateur de l'article, par exemple, en insérant le code ci-dessous sur sa page de discussion : {{subst:avertissement admissibilité à vérifier\|Échangeur de Caudan}} |

L'échangeur de Caudan est un échangeur autoroutier situé sur le territoire des communes de Caudan et de Lanester au nord de Lorient dans le Morbihan en Bretagne. Il est constitué d'un ensemble de bretelles et de 3 ronds-points. L'échangeur correspond à la sortie 42 de la voie express RN 165.

## Axes concernés
- la RN 165 : axe Nantes-Brest ;
- la RD 769 (ex-RN 169) : vers Plouay et Morlaix ;
- la RD 724 (ex-RN 24) : vers Lanester et le centre de Lorient ;
- la RD 194E : vers Kervignac.

## Dessertes
- Parc des expositions du pays de Lorient
- Patinoire
- Centre commercial Kerio
- ZA de Kergouaran
- ZA de Kergoussel
- ZI de Lann Sevelin
- ZI de Kerpont
- ZC Ty Pichon
- ZC de Bellevue